# Samuel Ashe
Samuel Ashe (* 24. März 1725 bei Beaufort, Province of North Carolina; † 3. Februar 1813) war ein US-amerikanischer Politiker und neunter Gouverneur von North Carolina. 

## Frühe Jahre
Samuel Ashe war Sohn von John Baptista Ashe, einem Plantagenbesitzer und Politiker im kolonialen North Carolina. Nach dem frühen Tod seiner Eltern wurde Samuel im Norden erzogen. Er studierte unter anderem an der Princeton University. Nach seinem erfolgreichen Jurastudium wurde er im Wilmington Distrikt stellvertretender Staatsanwalt der britischen Krone. Als die Amerikanische Revolution begann, ergriff er sofort für die Amerikaner Partei. Schon 1775 war er Delegierter auf einem Kongress in North Carolina, auf dem die Unabhängigkeit vorbereitet wurde. In den folgenden Jahren bis 1778 war er als Delegierter auf weiteren Konferenzen. Gleichzeitig war er Mitglied der Miliz von North Carolina. Zusätzlich war er 1776 Senatspräsident dieses Staates. Zwischen 1777 und 1795 war er Vorsitzender Richter des Oberlandesgerichts (Superior Court) von North Carolina.

## Gouverneur von North Carolina
Im Jahr 1795 wurde er vom Abgeordnetenhaus zum Gouverneur seines Landes gewählt. In den beiden folgenden Jahren wurde er jeweils wiedergewählt. Das ermöglichte ihm drei Jahre in diesem Amt. Mehr zusammenhängende Amtszeiten erlaubte die Verfassung nicht. Seine Amtszeit begann am 19. November 1795 und endete am 7. Dezember 1798. In seiner Amtszeit wurde das Justizwesen neu geordnet und die University of North Carolina, die schon von seinem Vorgänger in Chapter Hill gegründet worden war, wurde offiziell eröffnet. Der Gouverneur war im Kuratorium der Universität. Außerdem kam es zu einer Verschwörung während seiner Amtszeit, als versucht wurde, Untersuchungsakten über einen Grundstücksbetrugsfall aus dem Büro des Finanzministers zu stehlen und das Regierungsgebäude in Brand zu stecken. Der Plan wurde vorzeitig aufgedeckt und der Gouverneur leitete die Untersuchung des Vorfalls ein. Es stellte sich später heraus, dass James Glasgow, der damalige Staatssekretär, hinter dieser Aktion gestanden hatte.

## Weitere Karriere
Als im Dezember 1798 seine Amtszeit endete, war Ashe bereits 73 Jahre alt. Bis 1804 war er noch Mitglied des Wahlmänner Gremiums für öffentliche Ämter, dann zog er sich aus der Politik zurück. Er starb im Februar 1813 im Alter von fast 88 Jahren. Er war zweimal verheiratet und hatte insgesamt vier Kinder. 